# So You Think You Can Dance
So You Think You Can Dance (afgekort als SYTYCD) was een danswedstrijd en een realityshow, oorspronkelijk voor de Amerikaanse televisie, maar met lokale versies in veel landen. 
Het programma wordt op de Nederlandse televisie uitgezonden door RTL 5 en in België door VTM. De show werd jarenlang opgenomen in Aalsmeer. De laatste editie werd opgenomen in de AED Studios in Lint. Tijdens het eerste seizoen was het een volledig Nederlandse productie, sinds het tweede is het een Belgisch-Nederlandse coproductie.
De show begon in Nederland op 4 september 2008 en in Vlaanderen op 1 september 2009. De show is net als Idols en X Factor een talentenjacht, alleen wordt er gezocht naar een nieuwe dansster. De show is dan ook bedacht door dezelfde mensen als eerdergenoemde programma's, Simon Fuller en Nigel Lythgoe. Het eerste seizoen werd gepresenteerd door zangeres Elise van der Horst. In verband met haar eigen carrière nam ze na één seizoen alweer afscheid. Vanaf het tweede seizoen hebben Dennis Weening en An Lemmens de presentatie overgenomen. Weening zal voornamelijk het vaste gezicht voor het Nederlands publiek zijn en Lemmens zal de presentatie voor het Vlaamse publiek zijn. Gedurende de liveshows presenteren ze het gezamenlijk.
De show laat een mix zien van verschillende kandidaten: van dansers van de straat tot winnaars van nationale wedstrijden. Van alle kandidaten wordt verwacht dat ze zich breder vormen dan één bepaald genre en zich verder ontwikkelen tot een veelzijdig danser. Aan het einde van de selectie blijven er 9 mannelijk dansers en 9 vrouwelijke dansers over die het met elkaar opnemen in de liveshows. Zij zullen hier als solo, in duo's en in groep een aantal dansroutines in verschillende stijlen geven om zo het publiek en de jury ervan te overtuigen dat zij de beste danser is.
De show staat centraal met een aantal verschillende dansstijlen inclusief klassiek, modern, ballroom, hiphop, jazz en broadway. Daarnaast worden er ook regelmatig subgenres gedanst. Er wordt van elke danser verwacht dat deze zich zo breed mogelijk ontwikkelt. De winnaar die dit uiteindelijk lukt wint een Amerikaanse dansstudie naar keuze, een geldprijs en per seizoen verschillend een rol in een entertainmentproductie. Daarnaast krijgt de winnaar ook de titel 'beste danser van de lage landen'. De winnaars van de eerste zes seizoenen zijn Ivan Paulovich, Els Smekens, Floris Bosveld, Nina Plantefève-Castryck, Frederic De Smet en Danny Boom.
Door het Nederlandse succes van So You Think You Can Dance zijn er inmiddels al verschillende dansshows bedacht zoals The Ultimate Dance Battle en AVRO Junior Dance, en heeft ook Beat the Best een eigen danscategorie.

## Overzicht

### Jury
| Jury               | Seizoen 1 | Seizoen 2 | Seizoen 3 | Seizoen 4 | Seizoen 5 | Seizoen 6 | Seizoen 7 |
| ------------------ | --------- | --------- | --------- | --------- | --------- | --------- | --------- |
| Jaakko Toivonen    |           |           |           |           |           |           |           |
| Euvgenia Parakhina |           |           |           |           |           |           |           |
| Dan Karaty         |           |           |           |           |           |           |           |
| Nicky Vernieuwe    |           |           |           |           |           |           |           |
| Jan Kooijman       |           |           |           |           |           |           |           |
| Marco Gerris       |           |           |           |           |           |           |           |
| Ish Ait Hamou      |           |           |           |           |           |           |           |
| Min Hee Bervoets   |           |           |           |           |           |           |           |

## Overzicht

### Presentatie
| Presentatie         | Seizoen 1 | Seizoen 2 | Seizoen 3 | Seizoen 4 | Seizoen 5 | Seizoen 6 | Seizoen 7 |
| ------------------- | --------- | --------- | --------- | --------- | --------- | --------- | --------- |
| Elise van der Horst |           |           |           |           |           |           |           |
| Dennis Weening      |           |           |           |           |           |           |           |
| An Lemmens          |           |           |           |           |           |           |           |
| Eline De Munck      |           |           |           |           |           |           |           |

| Seizoen  | Presentatie                              | Jury                                                     | Gastjury*                                         | Liveshows- kandidaten | Finalisten | Bootcamp    |
| -------- | ---------------------------------------- | -------------------------------------------------------- | ------------------------------------------------- | --------------------- | ---------- | ----------- |
| 1 (2008) | Elise van der Horst                      | Jaakko Toivonen Euvgenia Parakhina Dan Karaty            | Eszteca Noya                                      | 18                    | 4          | Londen      |
| 2 (2009) | Dennis Weening An Lemmens                | Jan Kooijman Nicky Vernieuwe Dan Karaty                  | Euvgenia Parakhina Brahim Attaeb Roberto da Costa | 18                    | 2          | Los Angeles |
| 3 (2010) | Dennis Weening An Lemmens                | Jan Kooijman Marco Gerris Euvgenia Parakhina Dan Karaty  | –                                                 | 18                    | 2          | Moskou      |
| 4 (2011) | Dennis Weening An Lemmens                | Jan Kooijman Marco Gerris Euvgenia Parakhina Dan Karaty  | –                                                 | 18                    | 2          | Havana      |
| 5 (2012) | Dennis Weening An Lemmens                | Jan Kooijman Ish Ait Hamou Euvgenia Parakhina Dan Karaty | –                                                 | 18                    | 2          | New York    |
| 6 (2013) | Dennis Weening An Lemmens                | Jan Kooijman Ish Ait Hamou Euvgenia Parakhina Dan Karaty | –                                                 | 18                    | 2          | Sevilla     |
| 7 (2015) | Dennis Weening An Lemmens Eline De Munck | Jan Kooijman Ish Ait Hamou Min Hee Bervoets Dan Karaty   | –                                                 | 20                    | 2          | Ierland     |

Het format is gedurende de vijf seizoenen niet veranderd. Wel worden de opdracht gedurende de Bootcamp steeds anders of in andere volgorde weergegeven. Een typisch seizoen van So You Think You Can Dance is te verdelen in twee fases. De selectiefase, waarin de jury op kritische wijze de "top 18" selecteert en de competitie fase, waarin de "top 18" het publiek thuis moet overtuigen van hun kunnen.

### Auditie
Het begint voor de kandidaten met de audities. Tijdens het eerste seizoen werden er alleen audities gehouden in Hilversum, en tijdens het tweede en derde seizoen werd Amsterdam verruild voor Antwerpen. Vanaf seizoen 4 werden zowel in België als Nederland audities gehouden. Vanaf seizoen 4 is Amsterdam weer terug als auditiestad. Naast Amsterdam vinden er in seizoen 4 ook audities plaats in Gent en wordt Gent in het vijfde seizoen ingewisseld voor Brussel. Tijdens de auditie kunnen kandidaten van tussen de 18 en 30 jaar (leeftijd tijdens de auditie) auditie doen. Tijdens deze auditie moeten de kandidaten een korte routine dansen op eigen gekozen muziek. Deze routine kan worden opgedragen in een solo, maar ook als duo of groep. De jury bepaalt uiteindelijk ter plekke of de kandidaat goed genoeg is voor de volgende ronde of dat de panel de kandidaat moet laten gaan. Als de danser goed genoeg is krijgt deze een "Bootcamp ticket". Als de jury twijfelt kan de kandidaat naar de zogeheten "choreography". Alle twijfelaars komen hier samen en leren van de hoofdchoreograaf Roy Julen binnen één uur een choreografie die ze later de dag moeten opvoeren voor de jury. De jury bepaalt hierna of je alsnog door bent of niet. Tijdens het vijfde seizoen is de "choreography" weggelaten en mogen de jury per auditiedag één ticket weggeven voor de laatste bootcampronde, zodoende hoeven vier dansers zich niet te bewijzen tijdens de eerste bootcamprondes.

### Bootcamp
Tijdens de bootcamp moeten de dansers verschillende dansstijlen aanleren. Hierbij worden ze begeleid door verschillende choreografen. Tijdens deze ronde wordt het aantal deelnemers door de jury teruggebracht tot achttien: negen van elk geslacht.
De bootcamp vindt deels in Nederland en deels in België plaats. Daarnaast heeft elk seizoen ook een internationale bestemming, waar de dansers met buitenlandse choreografen werken. De bootcamp eindigt met een zogenaamde "Dance For Your Life", waarin elke deelnemer op zelfgekozen muziek de jury probeert te overtuigen door middel van een solo.

### Liveshows
De achttien overgebleven kandidaten komen vervolgens in de liveshows. Er worden koppels gevormd die op een zelfgekozen muziekstijl, door middel van lootjes trekken uit een hoed, een dans uitvoeren. Het publiek stemt vervolgens op het favoriete koppel. De drie koppels met het minste aantal stemmen komen vervolgens weer in een Dance For Your Life, waar elk koppel de jury probeert te overtuigen alsnog toegelaten te worden tot de volgende show.
In de laatste drie liveshows dansen de kandidaten zowel in een koppel als een solo. De Dance For Your Life is hierbij weg: de stem van het publiek is doorslaggevend. In de finale van het seizoen danst iedereen met elkaar. Beide jongens dansen met elkaar, de beide meisjes dansen met elkaar en beide meisjes dansen met beide jongens. Tijdens seizoen 2 moesten de beste twee dansers ook nog battelen tegen elkaar.
De winnaar wint uiteindelijk een geldprijs (€ 20 duizend in seizoen 1 en 2, € 25 duizend vanaf seizoen 3), een Amerikaanse dansstudie naar keuze en rol in een entertainmentproductie. In seizoen 1 was dat een danssolo in de musical Footloose van V&V Entertainment en in het tweede seizoen een danssolo in Hairspray eveneens van V&V Entertainment. Voor de winnaar van het derde seizoen was er speciaal een rol geschreven in de eerste Nederlandse dansfilm Body Language. Producer Johan Nijenhuis wou vooraf wel eerst alle finalisten screenen, voordat hij definitief ja zei om de rol als prijs weg te geven. In het vierde seizoen won de winnaar een rol in een clip van David Guetta. De winnaar van het vijfde seizoen wint geen rol in een entertainmentproductie, maar slechts de geldprijs en een buitenlandse dansopleiding naar keuze.

## Dansstijlen en choreografen

### Klassieke stijlen
- Westerse klassieke stijlen: contemporary, lyrical, modern, ballet

Choreografen: Isabelle Beernaert, Min Hee Bervoets, Wies Bloemen, Roni Haver, Yada van der Hoek, Conny Janssen, Roy Julen, Michal Rynia, Rinus Sprong, Jaakko Toivonen, Guy Weizman, Ed Wubbe.

### Street- en clubstijlen
- Street en Contemporary Club Stijlen: hiphop, hiphop fast, hiphop lyrical, popping en locking

Choreografen: John Agesilas, Ish Ait Hamou, Steeve Austin, Roberto Da Costa, Miraldo van Genderen, Caggie Gulum, Reshmay Jankie, Roy Julen, Dan Karaty, Sponky Love, Lloyd Marengo, Eszteca Noya, Yves Ruth, Abdel Sarrokh, Lars Schuiling, Shaker, Timor Steffens, Vincent Vianen, Lucinda Wessels.

### Ballroomstijlen
- Standaard/smooth-ballroomstijlen: foxtrot, American smooth, tango, Argentijnse tango, quickstep, Engelse wals en Weense wals
- Latin ballroomstijlen: chachacha, jive, mambo, paso doble, rumba, salsa, samba

Choreografen: Peter Bosveld, Koen Brouwers, Bettina Castaño, Dmitry Chaplin, Julie Fryer, Wim Gevaerts, Roemjana de Haan, Brian van der Kust, Ilse Lans, Euvgenia Parakhina, Marleen Suurmeijer, Els Zwijsen.

### Jazz- en musicalstijlen
- Jazzstijlen: jazz, disco
- Broadway/musicalstijlen: Broadway, pop

Choreografen: Laurent Flament, Nathalie "Jazzy"van Bossé, Roy Jonathans, Roy Julen, Percy Kruythoff, Martin Michel, Mandy Moore, Cora Ringelberg.

## Seizoenen

### Finalisten
| Seizoen | Winnaar                                     | Runner-up                                  | 3e plaats                          | 4e plaats                                  |
| ------- | ------------------------------------------- | ------------------------------------------ | ---------------------------------- | ------------------------------------------ |
| 1       | Ivan Paulovich (latin)                      | Timor Steffens* (hiphop)                   | Anna Maria Suijkerbuijk* (modern)  | Julia Mitomi (hiphop)                      |
| 2       | Els Smekens* (modern/jazz)                  | Angelo Pardo* (hiphop)                     | Michael Iongbloed (ballet)         | Evelien Ceulemans (modern/klassiek ballet) |
| 3       | Floris Bosveld* (hiphop)                    | Lorenzo van Velzen Bottazzi* (extremotion) | Lise Alexander (funky jazz/hiphop) | Natascha Dejong (jazz/modern)              |
| 4       | Nina Plantefève-Castryck* (klassiek ballet) | Anna-Alicia Sklias* (klassiek ballet)      | Meysam Noori (hiphop)              | Anthony Benjamin* (hiphop)                 |
| 5       | Frederic De Smet (hiphop)                   | Vivian Gomez Cardoso (jazz)                | Kalila Hermant (hiphop)            | Denden Karadeniz (breakdance)              |
| 6       | Danny Boom (modern)                         | Anneke Ghysens (modern)                    | Tamara Arruti (hiphop)             | Giovanni Kemper (jazz)                     |
| 7       | Malik Mohammed (hiphop)                     | Julie Mannekens (modern)                   | Fabian Weydema* (hiphop)           | Manuella Verzwyvel (modern)                |

### Seizoen 1
Het eerste seizoen werd gepresenteerd door EliZe.
De finale werd uitgezonden op 11 december 2008. De winnaar was Ivan Paulovich, hij won een dansstudie naar keuze in Amerika, € 20 duizend en een danssolo in de musical Footloose. Timor Steffens was de nummer 2. Steffens zou in 2009 meedansen in de achtergrond van Michael Jackson's tour This-is-it!

### Seizoen 2
Dit seizoen namen Dennis Weening en An Lemmens de presentatie over. Daarnaast was er nu niet alleen ruimte voor Nederlanders, ook Vlaamse dansers konden zich aanmelden.
Na enkele tegenslagen tijdens de liveshows, namelijk de blessures van Lorenzo en Marleen, wist uiteindelijk Els Smekens de titel van beste danser van de lage landen te winnen. De finale werd op 29 november 2009 uitgezonden. Het favoriete danskoppel van de jury, bestaande uit Els Smekens en Angelo Pardo, wist de top 2 te behalen. Na een dancebattle won Smekens uiteindelijk een dansstudie naar keuze in de Verenigde Staten, € 20 duizend en een danssolo in de musical Hairspray.

### Seizoen 3
Jurylid Jan Kooijman maakte op 28 februari bij Carlo & Irene: Life4You bekend dat er een derde seizoen komt.
Op 10 juni werd bekendgemaakt dat naast Jan Kooijman en Diamond Dan Karaty, Euvgenia Parakhina weer tot de vaste jury behoort. Tijdens seizoen 2 was Parakhina alleen tijdens de voorronde een jurylid en was vanaf de liveshow alleen nog maar choreograaf. Marco Gerris neemt ook deel aan de jury. Jurylid Nicky Vernieuwe keert niet meer terug. De presentatie is wederom in de handen van Dennis Weening en An Lemmens.
Lorenzo van Velzen Bottazzi, een van de finalisten van het tweede seizoen die toen vroegtijdig de show moest verlaten nadat hij zijn kniebanden scheurde tijdens de eerste liveshow, deed weer mee. Hij hoefde geen auditie te doen,(maar deed het wel) maar moet zich wel weer bewijzen tijdens het bootcamp.
Ook Natascha de Jong doet weer mee. De Jong was een van de finalisten tijdens het eerste seizoen, maar vertrok wegens persoonlijke redenen voordat de liveshow überhaupt waren begonnen. De Jong wist wederom de liveshows te halen.
Het derde seizoen wordt in vergelijking met de voorgaande seizoenen beter bekeken. Liveshow 3 dat werd uitgezonden op 24 oktober 2010 wist voor het eerst boven de één miljoen kijkers te behalen.
Uiteindelijk wist Floris Bosveld de show op 28 november 2010 te winnen. Bosveld won € 25 duizend, een dansopleiding naar keuze in Amerika en een rol in de eerste Nederlandse dansfilm Body Language van Johan Nijenhuis. Runner-up Lorenzo van Velzen Bottazzi kreeg later zelfs een van de vijf hoofdrollen. Ook de finalisten van seizoen 1, Boris Schreurs en Sigourney Korper, vertolken een van de vijf hoofdrollen. De andere twee rollen z'n weggelegd voor Ingrid Jansen en Ruben Solognier.

### Seizoen 4
Tijdens de finale van seizoen 3, op 28 november 2010, werd door presentatoren Dennis en Ann bekendgemaakt dat er een vierde seizoen zou komen.
Op 23 augustus kwam naar buiten dat de internationale bestemming dit seizoen Cuba zal zijn. Echter kon jurylid Dan Karaty hier niet bij aanwezig zijn. Door het feit dat Karaty een Amerikaans paspoort heeft, kan Karaty niet zomaar werken in dat land. De Verenigde Staten hebben een handelsembargo tegen Cuba. Er moet eerst om toestemming worden gevraagd, maar deze is uiteindelijk geweigerd. De overige drie juryleden hebben gedrieën de top 18 uitgekozen.
Op 27 november werd Nina Plantefève-Castryck de winnaar van het vierde seizoen. Plantefève-Castryck won een dansopleiding naar keuze, € 25 duizend en een rol in een videoclip van David Guetta.

### Seizoen 5
Tijdens de afsluiting van de finale van het vierde seizoen maakte presentatoren Dennis en Ann bekend dat er een vijfde seizoen komt en dat de inschrijving op dat moment ook werd geopend. Daarnaast waren er al twee bootcamp tickets tijdens Serious Request 2011 te kopen of te winnen. Eén ticket werd verkocht tijdens de veiling en één ticket werd weggegeven door Kooijman zelf. Op de nacht van 22 december naar 23 december verbleef Kooijman in Het Glazen Huis en drie mensen met het hoogste geldbod gingen diezelfde avond met Vincent Vianen aan de slag voor een choreo en de persoon die het beste deed kreeg van Kooijman een bootcamp ticket.
Op 5 juli werd bekendgemaakt dat jurylid Marco Gerris niet terugkeerde en vervangen werd door Ish Ait Hamou, die de voorgaande drie seizoenen als choreograaf voor het programma actief was. Daarnaast kwam er een wijziging in het format. De groepschoreografie die aan elke einde van een auditiedag plaatsvond voor twijfelaars, verviel. De kandidaten moesten nu meteen tijdens hun auditie zich presenteren voor een definitieve uitslag. Daarnaast kon per auditieaflevering een unanieme jury-vote gewonnen worden. Dit betekent dat de danser zich alleen tijdens de buitenlandse bootcamp nog hoefde te presenteren en de overige bootcamprondes niet.
Frederic De Smet won op 9 december 2012 de finale en won hiermee € 25 duizend en een buitenlandse dansopleiding naar keuze.

### Seizoen 6
Net als bij de twee voorgaande seizoenen werd tijdens de finale bekend dat er een nieuw seizoen komt. Ook tijdens de finale van seizoen 5 werd bekend dat er een zesde seizoen komt en dat de inschrijvingen op de officiële website zijn geopend. Dit seizoen had wijzigingen, want de bootcamp werd ingekort en er was alleen de buitenlandse bootcamp. In plaats van de overige bootcamp rondes vond er nu de zogeheten Final Audition plaats. Hier moesten de kandidaten voor de tweede keer een auditie doen die beter was dan hun eerste auditie.
Op 1 december 2013 werd Danny Boom de winnaar van het zesde seizoen. Hiermee won hij € 25 duizend en een buitenlandse dansopleiding naar keuze.

### Seizoen 7
Meteen na de finale van de voorgaande editie was het mogelijk voor dansers om zich in te schrijven voor het zevende seizoen. Onder andere door de zwangerschap van An Lemmens, wordt de nieuwe jaargang niet in het najaar van 2014 uitgezonden, maar pas in het voorjaar van 2015. Lemmens presenteert pas vanaf de liveshows en wordt voor het voorprogramma, de audities en de bootcamp, vervangen door Eline De Munck. In de jury komt Min Hee Bervoets in de plaats van Euvgenia Parakhina.